# Собор Святої Ядвіги
Кафе́дральний собор Святої Ядвіґи (нім. Sankt-Hedwigs-Kathedrale) — головний храм Берлінської архидієцезії римо-католицької церкви.

## Відомості

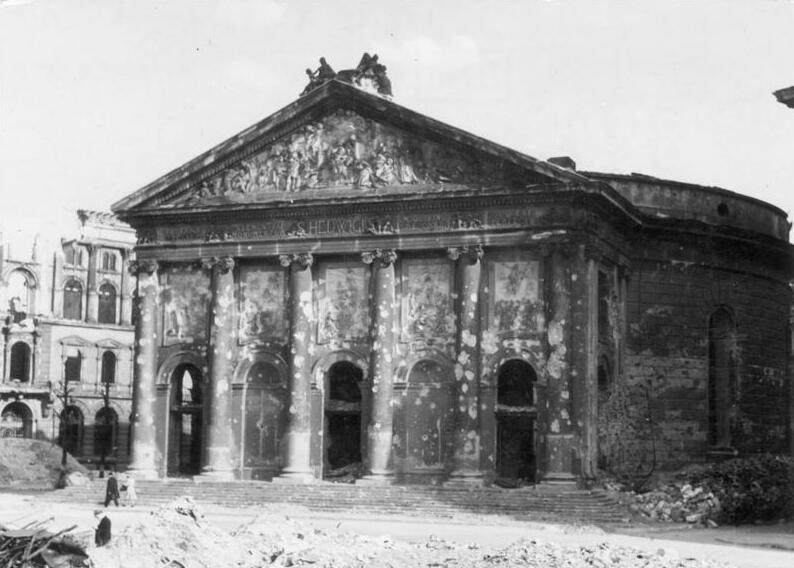

Фундований у 1747 році. Названий на честь святої Ядвіґи Сілезької (1174—1243) — правительки Сілезії, канонізованої в 1267 році.
Катедра зазнала значних руйнувань під час Другої світової війни.

### Цвинтар катедральної парафії
Місце спочинку праху багатьох відомих осіб. Зокрема, тут поховали:
- Президента й Диктатора ЗУНР доктора Євгена Петрушевича
- прем'єра Польщі Леона Козловського.[1]